# National P
National P（ナショナル ピー）は、日本のロックバンド、POLYSICSのアルバム。2003年10月29日、キューンレコードよりリリース。

## 概要
前作ミニアルバム『カジャカジャグー』のレコーディング中にスガイジュンイチが脱退、サポートドラマーにSNAIL RAMPのイシマルを迎えて制作された本アルバムは、バンドサウンドが前面に押し出されたアルバムとなった。
『カジャカジャグー』『National P』を作り終え、自信がついたメンバー（特にハヤシ）であったが、裏腹にセールス的には当時のPOLYSICSのアルバムの中で最低の売り上げを記録してしまった。これにはハヤシも「自分がやっていることはここまで伝わらないのか」と相当落ち込んでしまった。さらに「日本人のほとんどの人は、自分の弱い部分を代弁したり、応援したり、元気づけるような歌を好む」と指摘され、さらに落ちたという。しかしながら、現在では売れ出してきているという。
オリコンチャートでは初リリース時は最高位109位であったが、2007年8月時点にて最高位22位を記録している。
初回限定カラーケース仕様。またエンハンスド仕様で、「カジャカジャグー」のPVが収録されている（こちらは永続仕様）。

## 収録曲
1. Mr. ELECTRIC SHOCK!! (2:05)
2. ピーチパイ・オン・ザ・ビーチ(2:50)
3. LOOKIN' LOOKIN' GAA (2:56)
4. SONYさん(3:09)
5. ワチュワナドゥー (1:51)
6. ウィーダー(2:11)
7. アンソロジー(1:04)
8. SCHIZOID VOW!!(2:14)
9. がんばれミリンダ (3:03)
10. カジャカジャグー (with TOO SHY) (3:22)
ミニアルバム表題曲のアルバムバージョン。イントロが少し長くなり、カジャグーグーのニック・ベッグスがスティック・ベースで参加しており、音が厚くなっている。ボーカルも録り直されている。
11. CARS (2:26)
12. LED (2:41)
13. MY ROOM (4:16)
14. スイッチラブショー(2:27)

全作詞・作曲：Hiroyuki Hayashi　編曲：POLYSICS
「ワチュワナドゥー」(#5) （作詞・作曲：Fumi　編曲：POLYSICS）